# Municipio de General Terán
El municipio de General Terán es uno de los 51 municipios del estado mexicano de Nuevo León. Su cabecera es la localidad de General Terán.

## Geografía
El municipio de General Terán colinda al norte con el municipio de Los Ramones, al este con el municipio de China, al oeste con el municipio de Cadereyta Jiménez; y al sur con los municipios de Montemorelos, Linares y el Estado de Tamaulipas.

## Localidades
El municipio de General Terán cuenta con 264 localidades.
| Localidad     | Población (2020) |
| ------------- | ---------------- |
| General Terán | 6490             |
| Bicentenario  | 604              |
| Las Anacuitas | 489              |

## Gobierno
| Presidente municipal               | Periodo   | Partido | Partido                              |
| ---------------------------------- | --------- | ------- | ------------------------------------ |
| Felipe Guajardo Treviño            | 1939-1940 |         | Partido de la Revolución Mexicana    |
| Guadalupe Lozano García            | 1941      |         | Partido de la Revolución Mexicana    |
| Pedro Cantú Elizondo               | 1942      |         | Partido de la Revolución Mexicana    |
| Antonio Elizondo Cavazos           | 1943-1945 |         | Partido de la Revolución Mexicana    |
| Ignacio Cantú Garza                | 1946-1948 |         | Partido Revolucionario Institucional |
| Felipe Guajardo Treviño            | 1949-1950 |         | Partido Revolucionario Institucional |
| Isaac Cantú Elizondo               | 1951      |         | Partido Revolucionario Institucional |
| Juan Flores Garza                  | 1952-1954 |         | Partido Revolucionario Institucional |
| Elías Ancer Vitar                  | 1955-1957 |         | Partido Revolucionario Institucional |
| Pablo Elizondo Cortés              | 1961      |         | Partido Revolucionario Institucional |
| Francisco Cantú González           | 1962-1963 |         | Partido Revolucionario Institucional |
| Eliud Hoyos de Quintanilla         | 1964-1966 |         | Partido Revolucionario Institucional |
| Plutarco Elías Calles Sáenz        | 1967-1969 |         | Partido Revolucionario Institucional |
| Ramiro García Moncayo              | 1970-1971 |         | Partido Revolucionario Institucional |
| Antonio Villagómez Fernández       | 1972-1973 |         | Partido Revolucionario Institucional |
| Gamaliel García Lechuga            | 1974-1976 |         | Partido Revolucionario Institucional |
| Rubén Garza Rodríguez              | 1977-1979 |         | Partido Revolucionario Institucional |
| Gustavo Elizondo González          | 1980-1982 |         | Partido Revolucionario Institucional |
| Jesús García Ramírez               | 1983-1985 |         | Partido Revolucionario Institucional |
| Héctor Martínez González           | 1986-1988 |         | Partido Revolucionario Institucional |
| Gamaliel García Lechuga            | 1989-1991 |         | Partido Revolucionario Institucional |
| Jorge Carrera Martínez             | 1992-1994 |         | Partido Revolucionario Institucional |
| Jesús Cantú García                 | 1995-1997 |         | Partido Revolucionario Institucional |
| Hernán Javier Cantú                | 1997-2000 |         | Partido Revolucionario Institucional |
| Eleuterio Villagómez Guerrero      | 2000-2003 |         | Partido Revolucionario Institucional |
| Nemecio López Vargas               | 2003-2006 |         | Partido Acción Nacional              |
| Agustín Villagómez Martínez        | 2006-2009 |         | Partido Acción Nacional              |
| Ramón Villagómez Guerrero          | 2009-2012 |         | Partido Revolucionario Institucional |
| Enrique César Delgado Cantú        | 2012-2015 |         | Partido Revolucionario Institucional |
| Eleuterio Villagómez Guerrero      | 2015-2018 |         | Partido Revolucionario Institucional |
| Eleuterio Villagómez Guerrero      | 2018-2021 |         | Partido Revolucionario Institucional |
| David Jonathan Sánchez Quintanilla | 2021-2024 |         | Movimiento Ciudadano                 |